# 황산로 (양산시)
황산로(Hwangsan-ro)는 경상남도 양산시 동면 가산리와 교동을 잇는 도로이다.

## 노선 경로
- 삼거리 명칭 미상 - 양산대로 (국도 제35호선)
- 삼거리 명칭 미상 - 금오로
- 삼거리 명칭 미상 - 삼일로 (지방도 제1022호선)
- 충렬로와 직결 (지방도 제1077호선 ; 양산 나들목 · 밀양 방향)

## 주요 건물 및 시설
- S-OIL 물금LPG충전소 (황산로 112/증산리 845-4)
- GS25 황산공원점 (황산로 334/물금리 881-11)
- 물금역 (황산로 347/물금리 372-3)
- GS25 물금역점 (황산로 361/물금리 381-1)
- 뚜레쥬르 양산물금역점 (황산로 371/물금리 388-1)
- 버거킹 양산물금DT점 (황산로 372/물금리 867-3)
- 물금읍 행정복지센터 (황산로 384/물금리 800-6)
- S-OIL 물금주유소 (황산로 501/가촌리 532-6)
- 르노코리아자동차 자동차서비스코너 물금점 (황산로 517/가촌리 531-2)